# Gamecocks de la Caroline du Sud (football américain)
Stade
Maillots
Le programme de football américain des Gamecocks de la Caroline du Sud représente l'université de Caroline du Sud située à Columbia.
L'équipe dispute ses matchs à domicile au Williams-Brice Stadium situé sur le campus et d'une capacité de 77 559 places.
Les Gamecocks concourent dans la division Est de la Southeastern Conference (SEC) dans la NCAA Division I Football Bowl Subdivision (FBS).
Son entraîneur principal est actuellement Shane Beamer.
L'université de Caroline du Sud utilise le terme « Gamecock » (coq de combat en français) comme surnom officiel de ses athlètes et équipes tandis que leur mascotte est appelée « Cocky ». Auparavant, les termes « Fighting Gamecocks » et « Lady Gamecocks » étaient utilisés pour désigner respectivement les équipes masculines et féminines mais cette distinction entre les genres a été interrompue d'une part pour éliminer tout préjugé sexiste dans le département des sports et d'autre part pour contrer les idées fausses associant la mascotte aux combats sanglants.

## Descriptif en début de saison 2025
- Couleurs :   (noir et grenat)[1]
- Surnom : Gamecocks (coqs de combat)
- Dirigeants :
  - Directeur sportif : Jeremiah Donati
  - Entraîneur principal : Shane Beamer (en), 6e saison, bilan : 29 - 22 (56,9 %)
- Stade :
  - Nom : Williams-Brice Stadium
  - Capacité : 77 559
  - Surface de jeu : herbe naturelle
  - Lieu : Columbia, Caroline du Sud
- Conférence :
  - Actuelle : Southeastern Conference (SEC)
  - Ancienne :
    - Indépendants (1892–1921)
    - Southern Conference (1922–1952)
    - Atlantic Coast Conference (1953–1970)
    - Indépendants (1971–1991)
    - Southeastern Conference, division Est (1992-2023)
- Internet :
  - Nom site Web : GamecocksOnline.com
  - URL : http://www.gamecocksonline.com
- Bilan des matchs :
  - Victoires : 644 (51,1 %)
  - Défaites : 616
  - Nuls : 44
- Bilan des Bowls :
  - Victoires : 10 (38,5 %)
  - Défaites : 16
- College Football Playoff :
  - Apparitions : 0
  - Bilan : -
  - Apparitions en College Football Championship Game : 0
- Titres :
  - Titres nationaux : 0
  - Titres de la conférence : 1 (ACC : 1969)
  - Titres de la division est : 1 (SEC Eastern) : 2010
- Top 25 de l'AP Poll : 1958, 1984, 1987, 2000, 2001, 2010, 2011, 2012, 2013, 2022, 2024
- Top 25 du Coache's Poll : 1984, 1987, 2000, 2001, 2010, 2011, 2012, 2013, 2022, 2024
- Joueurs :
  - Meilleures statistiques individuelles de l'histoire des Gamecocks (en).
  - Vainqueurs du Trophée Heisman : 1 (George Rogers en 1980)
  - Sélectionnés All-American par consensus : 5[3]
- Hymne : The Fighting Gamecocks Lead the Way (en)[4]
- Mascotte : un coq de combat dénommé Cocky (en)
- Fanfare : Mighty Sound of the Southeast (en)
- Rivalités :
  - Tigers de Clemson (rivalité (en))
  - Bulldogs de la Géorgie (rivalité (en))
  - Wolfpack de North Carolina State (rivalité)
  - Tar Heels de la Caroline du Nord (rivalité (en))

## Histoire
L'équipe de football américain joue ses matchs à domicile au Williams-Brice Stadium, 20e stade en capacité du football universitaire.
L'USC joue le premier match de son histoire lors du réveillon de Noêl 1982 contre l'équipe de l'université Furman. À cette époque, l'équipe de football n'a pas été financée par l'Université. Les joueurs devaient fournir leur propres maillots et payer les frais de déplacement pour pouvoir jouer. Ils étaient surnommés les enfants de la faculté par le journal The Post and Courier et leurs supporters arboraient les couleurs grenat et noir.

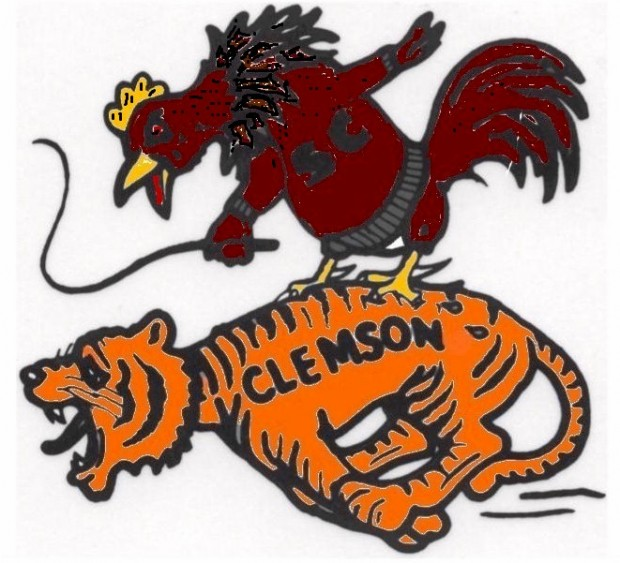
Affiche de 1902 exhibée par les fans de l'USC.

L'USC remporte son premier match lors de sa troisième saison le 2 novembre 1895 contre Columbia AA. L'équipe désigne son premier entraîneur principal, W. H. « Dixie » Whaley, la saison suivante. C'est le 12 novembre 1896 qu'a lieu le premier match de rivalité contre Clemson (principale rivalité de USC) qu'USC gagne 12 à 6. De 1902 à 1903, l'entraîneur C. R. Williams obtiendra un bilan de 14 victoires pour 3 défaites.
L'USC bat à nouveau Clemson pour la première fois depuis 1896 lors de la saison 1902. À cette occasion, les supporter de l'USC exhibent une affiche représentant un tigre chevauché par un coq de combat lequel est muni d'un fouet tout en tenant la queue du tigre comme s'il le dirigeait par la queue. Les supporter adverses n'ont pas apprécié ce dessin. Il s'est ensuivi des bagarres sporadiques dont certains protagonistes étaient munis de divers armes dont des coups de poing américains. Selon les journaux, le sang a coulé lors de certaines bagarres et plusieurs interventions médicales ont dû être prodiguées. Après le match du jeudi, le clan de Clemson déclare que si les étudiants de l'USC exhibaient à nouveau cette affiche (insultante selon eux) lors de la parade du vendredi, ils auraient des ennuis. Naturellement, les fans de l'USC exhibèrent l'affiche lors de la parade, expliquant que si vous recevez un ultimatum de votre rival, vous ferez exactement ce qu'il a dit de ne pas faire.

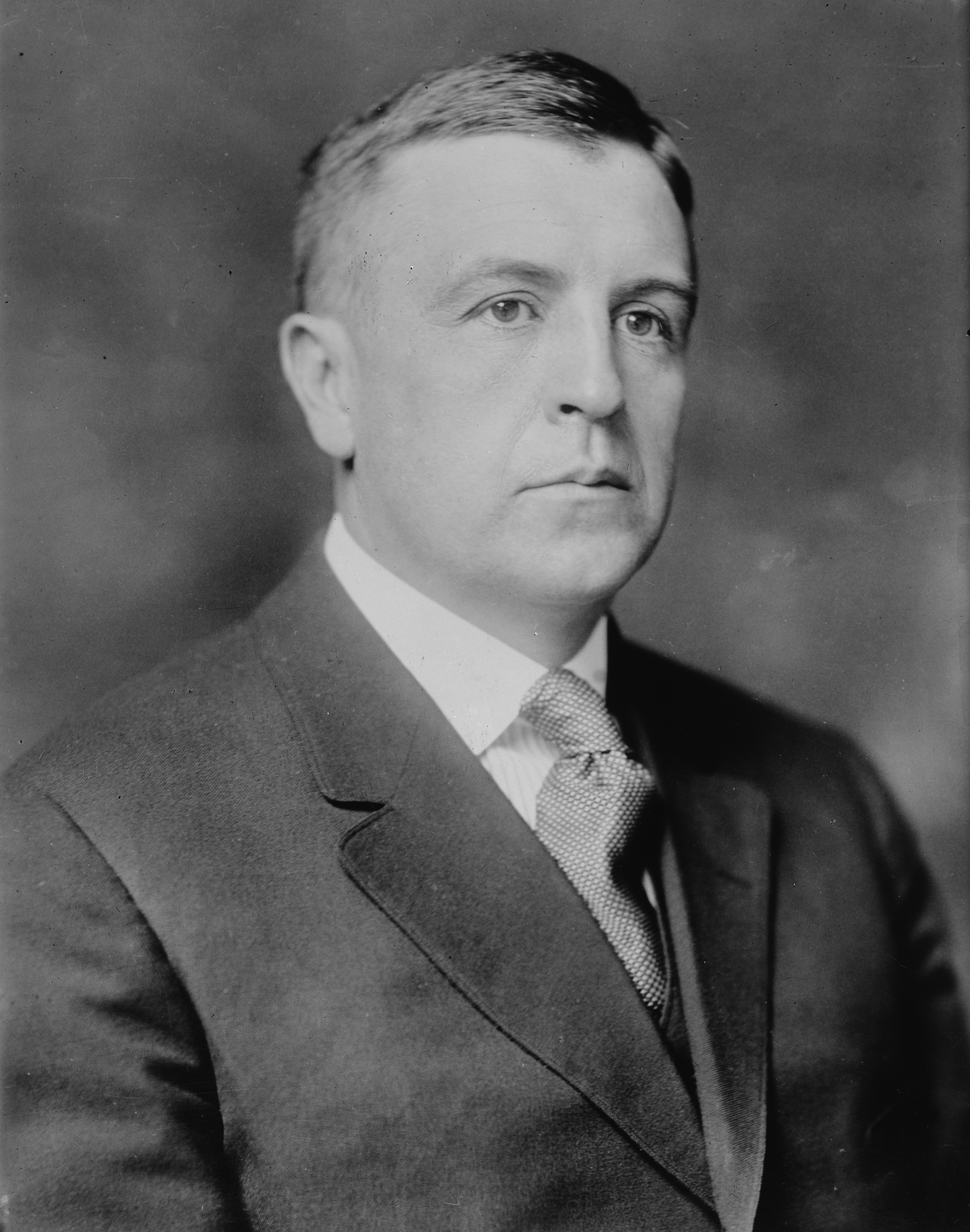
Christie Benet

Comme prévu, une nouvelle bagarre éclate avant que les deux parties n'acceptent de brûler mutuellement l'affiche afin de désamorcer les tensions. Les conséquences immédiates de ces incidents ont entraîné l'arrêt de la rivalité jusqu'en 1909,.
La saison 1903 est également la première du programme avec un bilan général positif de 8 victoires pour 2 défaites.
Le futur sénateur et ancien joueur vedette de l'USC et de l'UVA, Christie Benet (en), a dirigé les Gamecocks de 1904 à 1905 et 1908 à 1909. Le capitaine de 1904 Gene Oliver (en) joue contre l'équipe des Bulldogs de la Géorgie avec une mâchoire cassée.

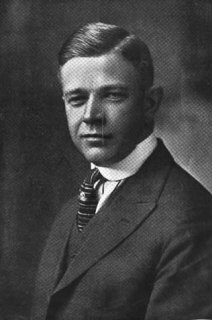
Sol Metzger

Le Conseil d'Administration de l'Université va interdire toute activité au football américain dès la saison 1906 après que la Faculté se soit plaint de la grossièreté des chants et des encouragements des étudiants lors des matchs de football, ceux-ci n'étant pas de nature courtoise. Après quelques mois, le Conseil d'Administration revoit sa décision après avoir entendu les explications et diverses pétitions de la part des étudiants et d'anciens élèves. Les matchs ont été autorisés à reprendre en 1907. Une équipe de football rassemblée à la hâte, entraînée par le membre du conseil d'administration Douglas McKay, participe à la fin de la saison 1907 mais ne joue que trois matchs qu'elle remporte.
Billy Laval, natif de Columbia arrive comme entraîneur principal en 1928 à l'USC. Il vient de Purple de Furman (en) et est engagé avec un contrat de 8 000 $ par an ce qui en fait l'entraîneur le mieux payé de l'état. De 1928 à 1934, il obtient sept saisons consécutives avec un bilan positif (seul l'entraîneur principal Steve Spurrier y arrivera également entre les saisons 2008 et 2014) et un bilan global de 39 victoires, 26 défaites et 6 nuls. Il est dénommé en 2009 par le journal The State comme le plus grand entraîneur de l'histoire de South Carolina. Il quitte l'USC à la suite de divergences au niveau des termes de son contrat.
Le Williams-Brice Stadium sera utilisé pour la première fois lors de la saison 1934. Auparavant les matchs étaient joués sur le campus.
Paul Dietzel (en) arrive à Columbia avant le début de saison 1966, ayant précédemment entraîné l'Army et LSU avec qui il a remporté le titre e champion national. En 1969, il remporte le titre de champion de la conférence ACC et qualifie les Gamecocks pour le Peach Bowl. Il est nommé entraîneur de l'année de la conférence ACC. Peu de temps après, South Carolina quitte l'ACC et devient équipe indépendante en début de saison 1971. Dietzel terminera à USC avec un bilan de 42 victoires, 53 défaites et 1 nul (18–10–1 en ACC). L'héritage de Dietzel pour USC sera une nette amélioration des infrastructures sportives et l'écriture d'un nouveau hymne qui est toujours actuellement repris actuellement, "The Fighting Gamecocks Lead the Way (en)".
Jim Carlen (en) en provenance des Red Raiders de Texas Tech et des Mountaineers de la Virginie-Occidentale remplace Paul Dietzel en 1975. Sous son égide, le programme va atteindre un niveau national les conduisant à trois bowls, coachant le gagnant du Trophée Heisman 1980, George Rogers et obtenant un bilan de 45 victoires, 36 défaites et 1 nul. Sous l'ère Carlen, le programme obtient deux saisons consécutives à 8–4 (1979–1980) et seulement une saison négative lors de ses sept années comme entraîneur. La saison 1980 sera remarquable pour le senior running back George Rogers qui réussit un bilan de 1 894 yards à la course, record de la saison en NCAA. Il remporte ainsi le trophée Heisman 1980. Rogers aura battu un grand nombre de très bons joueurs dont le RB de Georgia, Herschel Walker. En plus de cette performance de Rogers, les Gamecocks obtiennent un bilan de 8–4 et sont invités au Gator Bowl. En saison régulière, ils battent en déplacement les Michigan entraînés par le légendaire Bo Schembechler (en), 17 à 14. Cette victoire fera la renommée de Rogers et constitue un des plus grands moments de l'ère Carlen et de l'histoire du programme d'USC. Carlen prend sa retraite après sept saisons passées à USC.
C'est Joe Morrison qui devient l'entraîneur principal en 1983. Surnommé « Man in Black » il obtient lors de sa première saison un bialn de 5 victoires pour 6 défaites mais en 1984, obtient 10 victoires pour 2 défaites, les Gamecocks étant classés 11e au classement AP tout en se étant invité au Gator Bowl de 1984. Avant le début de cette saison, le revêtement Astroturf du terrain présent depuis le début des années 1970 est enlevé. Le Williams-Brice Stadium retrouve une pelouse naturelle toujours d'actualité. La défense de 1984 avait été surnommée la défense « Fire Ant ». En 1987, les Gamecocks obtiennent 8 victoires pour 4 défaites, sont classés no 15 au classement AP et invités à nouveau au Gator Bowl. La défense de 1987 est surnommée la défense « Black Death », limitant sept équipes adverses à maximum 10 points par match et n'encaissant que 141 points en 12 matchs. Morrison dirige son dernier match lors du Liberty Bowl 1988 puisquil décède d'une crise cardiaque le 5 février 1989 à l'âge de 51 ans. Son bilan à la tête de l'USC aura été de 39 victoires, 28 défaites, 2 nuls, 3 bowls et 3 saisons avec au moins 8 victoires,. Grâce à ces succès et à son image de « Man in Black », Morrison est resté une figure très populaire des Gamecocks. Lors de son premier match à la tête de l'USC, Morrison aura été à l'origine de la tradition de faire jouer en avant match, le début d'Also sprach Zarathustra, thème du film 2001, l'Odyssée de l'espace, pour illustrer l'arrivée de l'équipe de football. Cette tradition perdue depuis plus de 30 ans.
L'USC intègre la Southeastern Conference en 1992 sous la direction de l'entraîneur Sparky Woods (en).

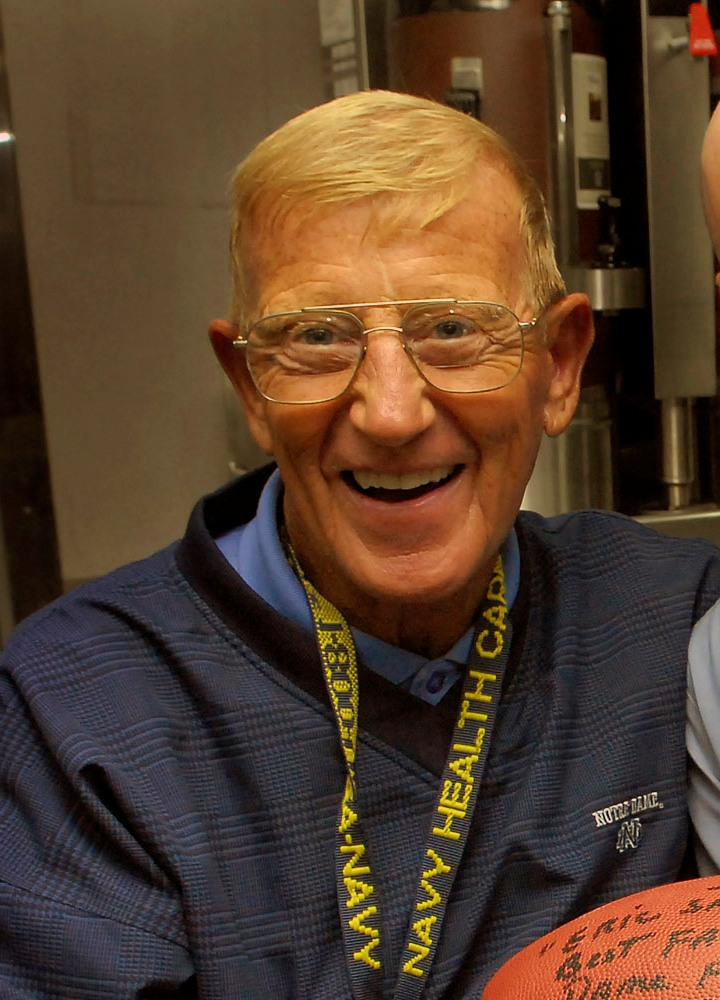

L'ancien entraîneur principal du Fighting Irish de Notre Dame, Lou Holtz sort de sa retraite et reprend les rênes de l'USC en 1999. Il hérite d'une situation catastrophique puisque depuis 1992, l'USC, plus jeune programme de la SEC, n'aura obtenu que trois saisons positives entre 1990 et 1998. L'USC n'avait gagné qu'un seul match lors de la saison 1998. Elle n'en gagne aucun lors de la première saison de Holtz. Holtz améliore ensuite considérablement l'équipe puisqu'il obtient deux bilans positifs de suite (8-4 en 2000 et 9-3 en 2001), remportant deux Outback Bowl en battant à deux reprises les Buckeyes d'Ohio State. Ces deux années auront été, à cette époque, les deux années les plus prolifiques de l'histoire du programme avec un bilan global sur deux ans de 17–7 et un bilan en matchs de conférence SEC de 10–6. Ils sont à nouveau classés respectivement no 19 et no 13 en 2000 et 20001 au classement AP. Il s'ensuit deux saisons en négatif (5–7) en 2002 et 2003 même si l'équipe est toujours classée dans le Top 25 du classement AP. Holtz termine ensuite sa dernière saison à la tête d'USC avec un bilan positif (6–5) en 2004 avant de prendre définitivement sa retraite, son bilan global étant de 33 victoires pour 37 défaites à South Carolina,.
Holtz est alors remplacé par Steve Spurrier (en), ancien entraîneur des Redskins de Washington en NFL et des Gators de la Floride en NCAA. Il reste pendant 11 ans à ta tête de l'USC dont les 10 première années seront toutes positives, remportant 5 bowls pour 9 disputés. Il gagnera pour la première fois de l'histoire du programme le titre de champion de la Division Est de la SEC en 2010. Plus tôt dans la saison, les Gamecocks avaient enregistre leur première victoire de leur histoire, 35 à 21, contre une équipe classée no 1, les champions sortant d'Alabama. Lors des saisons 2011, 2012 et 2013, il obtient à trois reprises un bilan de 11 victoires pour 2 défaites, les meilleurs bilans annuels de l'histoire du programme et sont classés respectivement no 9 no 8 et no 4 par l'AP et le Coache's Poll. L'équipe remporte quatre bowls consécutifs de 2011 à 2014.
Le 12 octobre 2015, après un début de saison négatif (2 victoires pour 4 défaites), Spurrier présente sa démission. Sous l'intérim de Shawn Elliott, la saison se termine en négatif (3-9) pour la première fois depuis 1990, après, entre autres, une défaite contre les Bulldogs de Citadel (en), une équipe de NCAA Division I FCS.

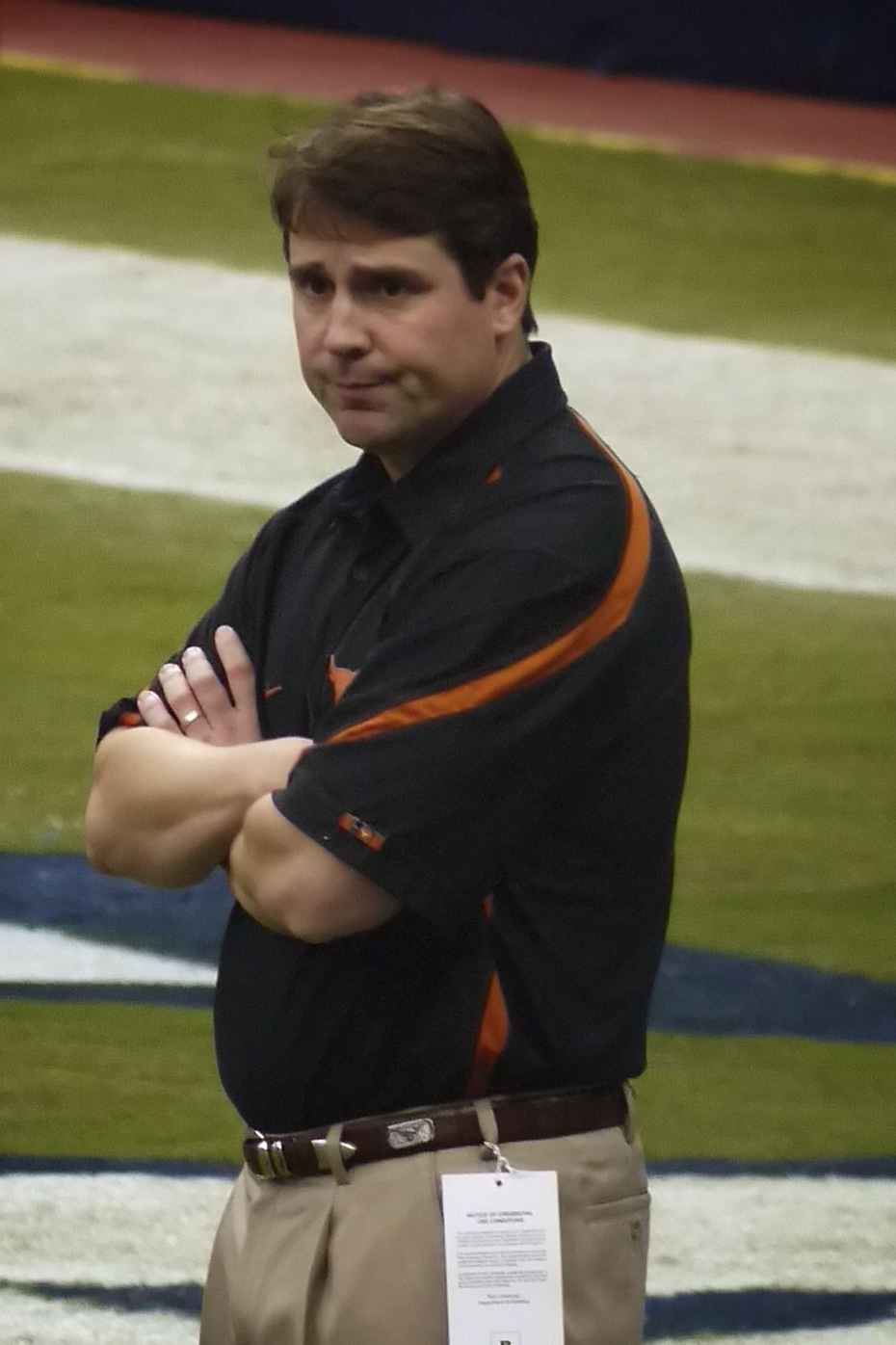
Will Muschamp en 2010.

Depuis le début de saison 2016, c'est Will Muschamp (en) qui dirige USC. La saison 2016 se termine sur un bilan de 6-7 après avoir été battu lors du Birmingham Bowl 2016. USC renoue avec une saison positive en 2017 (9-4) et remporte l'Outback Bowl 2018,. La saison régulière 2018 se termine avec un nouveau bilan positif de 7–5 mais les Gamecocks perdent 28 à 0 le Belk Bowl 2018 joué contre Virginie. La saison suivante est moins bonne puisque le bilan est négatif (4–8) et sans bowl.

## Palmarès
- Titres de champion de conférence :

| Saison                                   | Conférence                | Entraîneur   | Bilan de saison | Bilan en conférence |
| 1969                                     | Atlantic Coast Conference | Paul Dietzel | 7–4             | 6–0                 |
| Titres de champion de conférence : 1 AAC |                           |              |                 |                     |
- Titres de champion de division :

Les équipes de la conférence SEC ont été réparties en deux divisions depuis la saison 1992, USC se retrouvant dans la Division Est.
| Saison                             | Division    | Adversaire en finale de conférence | Résultat de la finale de conférence |
| 2010                               | SEC Eastern | Tigers d'Auburn                    | P 17–56                             |
| Titres de champion de division : 1 |             |                                    |                                     |
- Bowls :

USC a participé à 25 bowls.
| Saison                             | Entraîneur       | Bowl                      | Adversaire                              | Résultat  |
| 1945                               | John D. McMillan | Gator Bowl 1946           | Demon Deacons de Wake Forest            | P, 14–26  |
| 1969                               | Paul Dietzel     | Peach Bowl 1969           | Mountaineers de la Virginie-Occidentale | P, 30–14  |
| 1975                               | Jim Carlen       | Tangerine Bowl 1975       | Redskins de Miami (OH)                  | P, 70–20  |
| 1979                               | Jim Carlen       | Hall of Fame Classic 1979 | Tigers du Missouri                      | P, 14–24  |
| 1980                               | Jim Carlen       | Gator Bowl 1980           | Panthers de Pittsburgh                  | P, 90–37  |
| 1984                               | Joe Morrison     | Gator Bowl 1984           | Cowboys d'Oklahoma State                | P, 14–21  |
| 1987                               | Joe Morrison     | Gator Bowl 1987           | Tigers de LSU                           | P, 13–30  |
| 1988                               | Joe Morrison     | Liberty Bowl 1988         | Hoosiers de l'Indiana                   | P, 10–34  |
| 1994                               | Brad Scott       | Carquest Bowl 1995        | Mountaineers de la Virginie-Occidentale | G, 24–21  |
| 2000                               | Lou Holtz        | Outback Bowl 2001         | Buckeyes d'Ohio State                   | G, 24–07  |
| 2001                               | Lou Holtz        | Outback Bowl 2002         | Buckeyes d'Ohio State                   | G, 31–28  |
| 2005                               | Steve Spurrier   | Independence Bowl 2005    | Tigers du Missouri                      | P, 31–38  |
| 2006                               | Steve Spurrier   | Liberty Bowl 2006         | Cougars de Houston                      | G, 44–36  |
| 2008                               | Steve Spurrier   | Outback Bowl 2009         | Hawkeyes de l'Iowa                      | P, 10–31  |
| 2009                               | Steve Spurrier   | PapaJohns.com Bowl 2010   | Huskies du Connecticut                  | P, 70–20  |
| 2010                               | Steve Spurrier   | Chick-fil-A Bowl 2010     | Seminoles de Florida State              | P, 17–26  |
| 2011                               | Steve Spurrier   | Capital One Bowl 2012     | Cornhuskers du Nebraska                 | G, 30–13  |
| 2012                               | Steve Spurrier   | Outback Bowl 2013         | Wolverines du Michigan                  | G, 33–28  |
| 2013                               | Steve Spurrier   | Capital One Bowl 2014     | Badgers du Wisconsin                    | G, 34–24  |
| 2014                               | Steve Spurrier   | Independence Bowl 2014    | Hurricanes de Miami (FL)                | G, 24–21  |
| 2016                               | Will Muschamp    | Birmingham Bowl 2016      | Bulls de South Florida                  | P, 39OT46 |
| 2017                               | Will Muschamp    | Outback Bowl 2018         | Wolverines du Michigan                  | G, 26–19  |
| 2018                               | Will Muschamp    | Belk Bowl 2018            | Cavaliers de la Virginie                | P, 00–28  |
| 2021                               | Shane Beamer     | Duke's Mayo Bowl 2021     | Tar Heels de la Caroline du Nord        | G, 38–21  |
| 2022                               | Shane Beamer     | Gator Bowl 2022           | Fighting Irish de Notre Dame            | P, 38–45  |
| 2024                               | Shane Beamer     | Citrus Bowl 2024          | Fighting Illini de l'Illinois           | P, 17–21  |
| Bilan : 10 victoires, 16 défaites. |                  |                           |                                         |           |
† Les années indiquent la saison et non les années pendant lesquelles ont été joués les matchs.

## Rivalités
- Tigers de Clemson : (Rivalité - Palmetto Bowl (en))

Cette rivalité est le plus gros événement sportif de l'année en termes de vente de tickets d'entrée en Caroline du Sud. De 1896 à 1959, les matchs USC-Clemson étaient organisés lors du Big Thursday sur le champ de foire de Columbia. En 1960, ceux-ci sont organisés alternativement dans les stades de chaque équipe et le match annuel est officiellement dénommé le Palmetto Bowl.
Fin de saison 2017, ce match de rivalité est classé 21e avec 115 matchs joués. Les Gamecocks ont gagné 5 matchs consécutifs de 2009 à 2013, (la meilleure série de Clemson étant de quatre matchs consécutifs).
- Bulldogs de la Géorgie : (Rivalité Georgia-USC (en))

Une rivalité de frontière qui perdure depuis 1894.
Le match de la saison 1980 oppose les futurs gagnants du trophée Heisman, George Rogers (en 1980) et Herschel Walker (en 1982). Emmenés par les 219 yards à la course de Walker, Georgia gagne le match 13 à 10. Ils iront jusqu'à remporter le titre de champion national cette année là. Rogers quant à lui gagne 168 yards à la course, terminant une saison fantastique qui lui fera gagner le trophée Heisman.
Depuis 1997, ces matchs de rivalité ont été retransmis au niveau national en télévision.
- Tigers du Missouri : (Mayor's Cup)

Une rivalité naissante entre les deux universités situées dans des villes nommées Columbia, l'une en Caroline du Sud et l'autre dans le Missouri. Bien que le Missouri soit la seule université à avoir battu les Gamecocks dans plusieurs bowls, la rivalité ne commence réellement qu'en 2012, lorsque Missouri rejoint la conférence SEC et la division East où se trouve l'USC. Le trophée dénommé Mayor's Cup est décerné au vainqueur du match de l'année par les deux maires.
- Wolfpack de North Carolina State : (Rivalité NC State - USC (en))

Cette rivalité débute en 1900 par la victoire de USC 12 à rien sur NC State appelée à l'époque A&M College of North Carolina. Ces deux équipes étaient membres fondateurs de l'Atlantic Coast Conference, elles se rencontrent chaque année de 1956 à 1991 (à l'exception de la saison 1967). Même après le départ de l'USC de cette conférence en 1971, les matchs sont encore joués chaque année jusqu'en 1991. Depuis, elles ne se sont plus rencontrées qu'à quatre reprises (1999, 2008, 2009, 2017).
- Tar Heels de la Caroline du Nord : (Battle of the Carolinas (en))

Cette rivalité débute en 1903. Même si ces équipes ne sont plus des adversaires de la même conférence depuis le départ de l'USC de l'ACC en 1971, les équipes se rencontrent encore occasionnellement. Dans les années 2010, le match a toujours été joué un jeudi. La prochaine rencontre devrait avoir lieu en 2023.
| Rivaux               | Victoires | Défaites | Nuls |
| Clemson              | 44        | 73       | 4    |
| Georgia              | 19        | 55       | 2    |
| Missouri             | 6         | 09       | 0    |
| North Carolina State | 28        | 26       | 4    |
| North Carolina       | 20        | 36       | 4    |

## Membres duPro Football Hall of Fame
| Nom             | Poste         | Année d'intronisation | Carrière à USC |
| Sterling Sharpe | Wide receiver | 2025                  | 1983–1987      |

## Membres duCollege Football Hall of Fame
| Nom                 | Poste                | Année d'intronisation | Carrière à USC |
| George Rogers       | Running back         | 1997                  | 1977–1980      |
| Lou Holtz (en)      | Entraîneur principal | 2008                  | 1999–2004      |
| Sterling Sharpe     | Wide receiver        | 2014                  | 1983–1987      |
| Steve Spurrier (en) | Entraîneur principal | 2017                  | 2005–2015      |

## Numéros retirés
| N° | Nom             | Poste         | Saison(s) |
| -- | --------------- | ------------- | --------- |
| 2  | Sterling Sharpe | Wide receiver | 1983–1987 |
| 37 | Steve Wadiak    | Halfback      | 1948–1951 |
| 38 | George Rogers   | Halfback      | 1977–1980 |
| 56 | Mike Johnson    | Center        | 1964      |

## Maillots retirés
| N° | Nom              | Poste         | Saison(s) |
| -- | ---------------- | ------------- | --------- |
| 1  | Alshon Jeffery   | Wide receiver | 2009-2011 |
| 7  | Jadeveon Clowney | Defensive end | 2011-2013 |

## Trophées individuels
| - Trophée Heisman : George Rogers – 1980 - Consensus All-Americans - George Rogers – 1980 - Del Wilkes – 1984 - Melvin Ingram – 2011 - Jadeveon Clowney – 2012 - Kyle Kennard (en) - 2024 - Chic Harley Award : George Rogers – 1980 - Walter Camp Coach of the Year Award : Joe Morrison – 1984 - Southern Conference Player of the Year : Steve Wadiak – 1950 - Atlantic Coast Conference Coach of the Year : Paul Dietzel – 1969 - Atlantic Coast Conference Player of the Year : - Alex Hawkins – 1958 - Billy Gambrell – 1962 - Southeastern Conference Coach of the Year : - Lou Holtz – 2000 - Steve Spurrier – 2005, 2010 - Shane Beamer – 2024 | - Walter Camp Alumni of the Year : George Rogers – 2004 - Disney Spirit Award : Tim Frisby – 2004 - Sporting News Freshman of the Year : Marcus Lattimore – 2010 - Southeastern Conference Freshman of the Year - Steve Taneyhill – 1992 - Ko Simpson – 2004 - Marcus Lattimore – 2010 - Jadeveon Clowney – 2011 - LaNorris Sellers – 2024 - Ted Hendricks Award : Jadeveon Clowney – 2012 - AT&T ESPN All-America Player of the Year : Jadeveon Clowney – 2012 - South Carolina Football Hall of Fame Blanchard-Rogers Trophy : Kevin Harris – 2021 - ESPY Award for Best Play : Jadeveon Clowney – 2013 - FWAA First-Year Coach of the Year : Shane Beamer – 2021 - Bronko Nagurski Award : Kyle Kennard - 2024 |

## Gamecocks en NFL
La liste suivante énumère les Gamecocks de la Caroline du Sud présents dans les effectifs des franchises de la NFL en septembre 2024, :
- - Nate Adkins, TE – Denver Broncos
  - Jalen Brooks, WR – Dallas Cowboys
  - Ahmarean Brown, WR – Buffalo Bills
  - Jadeveon Clowney, LB – Carolina Panthers
  - Marcellas Dial, CB – New England Patriots
  - Rico Dowdle, RB – Carolina Panthers
  - Kingsley Enagbare, OLB – Green Bay Packers
  - Nick Gargiulo, OL – Denver Broncos
  - Stephon Gilmore, CB – Minnesota Vikings
  - Jovaughn Gwyn, G – Atlanta Falcons
  - Kevin Harris, RB – New England Patriots
  - Jaycee Horn, CB – Carolina Panthers
  - Hayden Hurst, TE – Los Angeles Chargers
  - Ernest Jones, LB – Seattle Seahawks
  - Javon Kinlaw, DT – New York Jets
  - Chris Lammons, CB – Indianapolis Colts
  - Xavier Legette, WR – Carolina Panthers
  - Dante Miller, RB – New York Giants
  - Israel Mukuamu, S – Dallas Cowboys
  - Nick Muse, TE – Minnesota Vikings
  - Keisean Nixon, CB – Green Bay Packers
  - Zacch Pickens, DT – Chicago Bears
  - Adam Prentice, FB – New Orleans Saints
  - Spencer Rattler, QB – New Orleans Saints
  - Darius Rush, CB – Pittsburgh Steelers
  - Deebo Samuel, WR – San Francisco 49ers
  - Brandon Shell, OT – Buffalo Bills
  - Cam Smith, DB – Miami Dolphins
  - D. J. Wonnum, DE – Carolina Panthers

## Traditions
- Logo du Fighting Gamecock – Depuis 1969, le casque d'USC, quelle que soit sa couleur, comporte le logo d'un coq de combat (gamecock). Cet oiseau, qui comprend des éperons métalliques, était généralement présenté à l'intérieur de la lettre « C » majuscule mais était parfois apposé seul. Les casques étaient soit blancs (avec garniture grenat et noir et le logo gamecock avec ou sans le « C »), soit grenat (avec garniture blanche et noire avec le logo logo gamecock avec le « C ») soit noir (avec garniture grenat et blanc et logo gamecock avec le « C »). Depuis 2015, le casque est de couleur blanc avec trois bandes centrales allant de l'avant vers l'arrière de couleur noir, blanc et grenat, le gamecock avec la lettre « C » de couleur grenat avec une finition chromée[50].
- Also sprach Zarathustra – L'entrée des joueurs de Caroline du Sud sur la pelouse du stade Williams-Brice sur l'air de Strauss « Also sprach Zarathustra », populairement connu depuis le film "2001, l’Odyssée de l'espace (2001: A Space Odyssey). Cette tradition a débuté en 1983, dès le premier match sous la conduite de l'entraîneur principal Joe Morrison.
- Carolina et Gamecocks sur le maillot – Depuis l'arrivée de l'entraîneur Jim Carlen en 1975, USC a fait figurer par intermittence les mots « Carolina » et « Gamecocks » sur le devant de son maillot. Le mot "Gamecocks" apparaissait seul pendant une grande partie des années 1980 et au début des années 1990, "Carolina" apparaît seul sur le maillot depuis la fin des années 1990.
- Les wagons de trains (Cockaboose Railroad) – En 1990, des wagonnets de train sont rénovés et aménagés aux couleurs des Gamecoks. Ils se trouvent sur une voie ferrée partielle et à l'arrêt, à l'extérieur du stade[51].
- Drapeau de l'État (Palmetto Tree/Crescent) – En tant qu'université phare de l'État de Caroline du Sud[52],[53],[54],[55], USC met bien en évidence, les jours de match, son drapeau et de son logo représentant un palmier et un croissant (Palmetto Tree / Crescent). Les joueurs entrent sur le terrain précédés par le drapeau de l'État. Le terrain du stade est orné du palmier et du croissant de couleur grenat et blanc. Le drapeau de l'État est présent au dos des casques des joueurs[56].
- If It Ain't Swayin', Then We Ain't Playin – Cette expression provient d'un commentaire de l'entraîneur Joe Morrison (« If it ain't swayin', we ain't playin' » - « Si ça ne bouge pas, alors on ne joue pas. ») en parlant du « balancement » de l'étage supérieur du stade Williams-Brice ressenti par les spectateurs en 1983 à l'occasion de la victoire 38-14 sur les Trojans d'USC. Cette phrase est devenue un slogan pour les fans de la Caroline, même après que l'on ait ajouté au stade l'East Upper Deck pour réduire le balancement.
- Sir Big Spur – « Sir Big Spur » (à l'origine appelé « Cocky Doodle Lou ») est le premier coq de combat officiel de l'université et il assiste aux matchs de football et de baseball d'USC.
- Cocky – « Cocky » est la mascotte d'USC depuis 1980. Il est le fils de « Sir Big Spur » et a été désigné quatre fois champion national, cinq fois mascotte « All-American ». Il a également remporté en 2003 le prix du « Capital One National Mascot of the Year ». Cocky apparaît lors de tous les matchs de football américain à domicile d'USC et son apparition « magique » a été l'élément le plus marquant de la cérémonie d'ouverture de la saison 2001[57].
- Sandstorm – À partir d'octobre 2008, l'instrumental Sandstorm du disc jockey Darude est diffusé dans le stade avant que la Caroline du Sud ne commence le match et chaque fois que l'équipe donne un coup de pied d'engagement après avoir inscrit des points; la diffusion est arrêtée lorsque le botteur entre en contact avec le ballon. Pendant sa diffusion, les fans agitent des serviettes blanches au-dessus de leurs têtes[58].